# The Fountain
The Fountain és una pel·lícula estatunidenca de 2006, de gènere ciència-ficció, fantasia i drama, dirigida per Darren Aronofsky, amb Hugh Jackman i Rachel Weisz en els papers principals. The Fountain aprofundeix en temes com l'amor i la mort mitjançant un ric llenguatge visual on abunden les escenes poètiques que es combinen durant tot el film amb la banda sonora composta per Clint Mansell.

## Argument
La pel·lícula segueix el curs de les narracions entrellaçades de tres personatges, que tenen lloc en diferents espais temporals: el segle XXI, l'era de la conquesta d'Amèrica, i el futur.

### El científic
L'investigador i oncòleg Tommy Creo (Hugh Jackman) intenta fer retrocedir els tumors cerebrals d'un mico a través dels assajos amb animals. El seu treball està motivat per la seva esposa, malalta de càncer, anomenada Izzi (Rachel Weisz). Quan ell i el seu equip fracassen amb les proves en un mico anomenat Donovan, Tommy s'inspira per trencar el protocol mèdic i prova usar un compost derivat d'un estrany arbre de Guatemala. En un primer moment, el fàrmac no deté el creixement del tumor, però sorprenentment rejoveneix a Donovan, després ve la curació i la millora de les seves ferides i de les capacitats cognitives del mico.
Quan Tommy torna a casa, Izzi, la seva esposa, li assenyala una nebulosa brillant i la descriu com Xibalba, l'inframon maia al qual viatgen totes les ànimes quan moren. També li mostra a Tommy un llibre que està escrivint, que se situa en la conquesta d'Amèrica, titulat The Fountain (La Font). Quan Izzi es dorm, Tommy llegeix el llibre i es queda adormit. Quan desperta, s'assabenta que Izzi ha anat al museu. La troba allí, i ella li explica la història de la creació dels maies: li conta com el primer creador del món es va sacrificar a si mateix per donar vida a tots els éssers del món. Uns minuts després, ella s'esfondra i Tommy corre amb ella a l'hospital. Quan Izzi és a l'hospital li diu al seu marit que ja no li tem a la mort; Tommy no ho accepta i torna al seu laboratori a continuar treballant desesperadament per trobar una cura pel tumor cerebral d'Izzi.
Durant una de les visites a l'hospital, Izzi entra en aturada cardíaca i els infermers obliguen Tommy a abandonar l'habitació. En aquest moment la doctora Lillian Guzetti (Ellen Burstyn) es comunica amb Tommy i li diu que el tumor de Donovan s'està reduint. Tommy s'afanya a tornar a l'habitació amb la notícia, només per a trobar que Izzi no pot ser ressuscitada. Al funeral de Izzi, Tommy li diu a Guzetti: La mort és una malaltia com qualsevol altra, hi ha una cura. I jo la trobaré.

### L'inquisidor
En el seble XVI a Espanya, el Gran Inquisidor, Silecio (Stephen McHattie) demonitza a la Reina dels espanyols, Isabel (Rachel Weisz) com una heretge. L'inquisidor, a poc a poc, va conquistant territoris de la península Ibèrica com a part del seu pla per a tenir a Espanya sota el seu poder, causant la mort dels seguidors de la reina al llarg del camí. Tomás (Hugh Jackman), un soldat al servei d'Isabel, conspira per assassinar Silecio, només per a ser detingut per un subordinat, el capità Ariel (Cliff Curtis), que porta un missatge urgent de la Reina. Tornant a la cort d'Isabel, Tomás té la missió de trobar l'"arbre de la vida" a Nova Espanya (Guatemala), que és descrit al Gènesi. La ubicació de l'"Arbre de la Vida" es revela en un mapa ocult, i està representada per una daga maia robada pel Pare Ávila (Mark Margolis) que la seva orde franciscana recolza a la Reina.
Tomás viatja al Nou Món amb els conqueridors i els companys d'Àvila per a trobar l'"Arbre de la Vida". A mesura que la cerca es prolonga i les dificultats es multipliquen, alguns dels homes decideixen organitzar un motí; Tomás restableix l'ordre matant als capitostos, una vegada que Àvila revela que han arribat al seu destí. Quan Tomás i els seus homes s'acosten a la piràmide, en el cim de la qual es troba l'"Arbre de la Vida", els guerrers maies els ataquen. Dos soldats que fugien moren immediatament, però Tomás és capturat pels guerrers que li forcen a pujar a la piràmide. Quan arriben al cim del temple, Tomás és apunyalat a l'abdomen per un sacerdot maia que l'estava esperant.

### L'astronauta
L'astronauta, Tom (Hugh Jackman), viatja cap a una nebulosa daurada en una nau espacial esfèrica que també alberga l'"Arbre de la Vida". Tom medita i realitza pràctiques de Tai Chi Chuan, però és turmentat per visions d'Izzi (Rachel Weisz). Ell es concentra a arribar a la nebulosa, assegurant al "Arbre de la Vida" que renaixerà en l'arribada. Però malgrat les seves garanties, l'arbre mor. Izzi turmenta Tom en una visió i li encoratja al fet que acabi d'escriure el seu llibre: The Fountain. Tom s'enfronta a la seva por, a la mort, i accepta morir, la qual cosa li permet finalment escriure el llibre i acabar-lo.

### Resolució
Al segle XXI mostra Tommy que planta una llavor de l'arbre sobre la tomba d'Izzi simbolitzant així la resurrecció de la vida a través de la mort. En la història del segle XVI en lloc de matar-lo, el sacerdot identifica Tomás com el "Primer Pare", la deïtat que es va autosacrificar per crear el món. El sacerdot, al seu torn, es presenta a si mateix com un sacrifici, i Tomás li obre una ferida a la seva gola. Després passa a través d'una porta i troba l'"Arbre de la Vida". Perfora el tronc amb la daga maia, la saba es vessa al sòl i una petita planta creix i floreix en el lloc que va caure la daga. Prenent això com un senyal de rejoveniment, Tomas aplica la saba a la seva ferida abdominal i se sana. A continuació, beu la saba només per a esfondrar-se amb fulles i flors que omplen el seu cos i és enterrat al costat de l'"Arbre de la Vida". En el futur es mostra Tom passant pel cor de la nebulosa Xibalba i quedar en pau amb el pensament de la seva mort imminent, l'estrella explota i l'arbre floreix una vegada més.

## Producció
En 1999, Darren Aronofsky i l'actor Jared Leto van veure Matrix junts. Aronofsky diu que després de veure la pel·lícula es va preguntar "Quin tipus de pel·lícula de ciència-ficció pot fer la gent ara?" Aronofsky va començar a considerar noves idees per a una pel·lícula de ciència-ficció amb el seu amic de la universitat, Ari Handel. A l'abril de 2001, Aronofsky entra en negociacions amb Warner Bros i Village Roadshow per a dirigir un títol de ciència-ficció èpica amb l'actor Brad Pitt en el paper principal. Aronofsky havia destinat a Pitt el guió del seu anterior film: Rèquiem per un somni, i el guió preliminar de The Fountain buscava persuadir als agents a sumar-se al projecte. Aronofsky com a director va dir que la pel·lícula exploraria nous territoris, similar a Star Wars, 2001: una odissea de l'espai i Matrix; com a resultat ha redefinit el gènere. Aronofsky volia anar més enllà de la ciència-ficció típica de les pel·lícules les trames de les quals estan impulsades per la tecnologia i la ciència. «Hem vist tot. No és realment interessant per al públic. Les coses interessants són les idees, la cerca de Déu, la cerca de significat», va dir. El director va afirmar que la pel·lícula seria «la cosa més ambiciosa que he fet fins avui i el major repte».
El director va ser influenciat pels relats del periodista i escriptor uruguaià Eduardo Galeano, qui va escriure sobre exemples de mites des d'una perspectiva indígena, en particular del primer llibre de la seva trilogia: Memoria del fuego. També va viatjar amb una tripulació a Centreamèrica per a consultar amb experts maia com Moisès Morales Márquez i explorar les ruïnes de Palenque. El grup també va fer una visita a Tikal, una jungla la ubicació de la qual s'havia destacat al film Star Wars. Per a dissenyar la selva, les pel·lícules Aguirre, la còlera de Déu i The Holy Mountain, d'Alejandro Jodorowsky, van ser seleccionades com a inspiració.
Al juny de 2002, Warner Bros es va reunir amb Aronofsky i el seu productor Eric Watson, expressant la seva preocupació per una escalada de pressupost i va amenaçar amb cessar el projecte tret que es trobés un cofinançament. Watson va sol·licitar a empreses de producció independents per a secundar-ho i va poder obtenir ajuda per a Regency Enterprises. En última instància, la producció va ser fixada per a fins d'octubre de 2002 en Queensland i Sídney, Austràlia. La pel·lícula, titulada oficialment La font, va ser filmada amb un pressupost de 70 milions de dòlars, cofinançats per Warner Bros i New Regency, amb els quals s'omple la bretxa deixada per Village Roadshow, després de la retirada del projecte.
Aronofsky va ser capaç de ressuscitar el projecte en 2005 amb la meitat del pressupost. El director d'efectes visuals va incorporar en La font de la vida un ús mínim d'imatges generades per computadora i va reduir l'ús d'aquests a través de les imatges proporcionades per un macro-fotògraf, és el cas del fons estrellat davant del qual es mobilitza la nau esfèrica, en el qual es van emprar fotografies de microorganismes lluminosos. The Fountain es va estrenar als Estats Units el 22 de novembre de 2006.

## Novel·la gràfica
Després de la cancel·lació del projecte en 2002 i davant l'aparent impossibilitat de rodar la pel·lícula (que després es reprendria en 2005), el guió de Darren Aronofski va ser adaptat a novel·la gràfica pel dibuixant Kent Williams, el qual va rebre total llibertat creativa per part de Aronofski. Amb el títol de The Fountain, l'obra va ser publicada en 2005 per DC Comics a través de l'editorial Vertigo, paral·lelament a la producció de la pel·lícula.
Cal destacar que la novel·la gràfica part de la primera versió del guió, sense incloure els canvis que aquest va sofrir en el rodatge, de manera que transmet al lector una idea més aproximada del que Aronofski pretenia al principi.

## Banda sonora
Clint Mansell, el compositor dels temes per als treballs anteriors de Darren Aronofsky Pi (1998) i Rèquiem per un somni (2000), repeteix com a compositor en La font de la vida. La banda sonora està interpretada principalment pel quartet de corda Kronos Quartet (el qual va treballar també en la banda sonora de Rèquiem per un somni). La banda escocesa de post-rock Mogwai també va contribuir en la realització de la banda sonora.
Clint Mansell va rebre una nominació en els Globus d'Or del 2006 com a millor banda sonora original per The Fountain, però el premi el va rebre en el seu lloc Alexandre Desplat per la banda sonora de la pel·lícula El vel pintat.

## Comentaris
Darren Aronofsky, conegut per pel·lícules anteriors com Rèquiem per un somni i Pi, explora els temes de l'amor i la immortalitat; aprofitant les influències de la mitologia maia i el New age, i s'interroga sobre el perquè de la mort i l'existència de Déu.
| «                  | The Fountain és una odissea al voltant de l'eterna lluita d'un home per salvar a la dona que estima. | » |
| — Darren Aronofsky | |   |

Originalment, The Fountain s'hauria d'haver filmat en 2002 amb un pressupost de 70 milions de dòlars, amb Brad Pitt i Cate Blanchett en els papers principals, però la producció es va detenir a conseqüència de la sortida de Pitt, qui va optar per altres projectes més concordes a la imatge que volia construir. Aronofsky va ser capaç de ressuscitar el projecte en 2005 amb la meitat del pressupost. The Fountain es va estrenar als Estats Units el 22 de novembre de 2006 i va rebre grans elogis, així com despietades crítiques.